# Большеорловское
Большеорловское — посёлок в Городском округе Бор Нижегородской области России, входящий в состав Останкинского сельсовета. Ранее являлся административным центром Большеорловского сельсовета.

## География
Расположен в близи истока реки Нестериха, левом притоке Ватомы, между болотами Круглое, большое и Березовое. Примерно в 38 км (по прямой) к северо-востоку от райцентра города Бор. Близлежащие населённые пункты: поселки Орловский и Берёзовский.

## Население
| 2002 | 2010 |
| ---- | ---- |
| 806  | ↗836 |

### Национальный состав
Согласно результатам переписи 2002 года, в национальной структуре населения русские составляли 97 %.